# Konsumentverket (Finland)
Konsumentverket (finska: Kuluttajavirasto) var i Finland ett statligt ämbetsverk.  
Konkurrensverket och Konsumentverket har sammanslagits till Konkurrens- och konsumentverket fr.o.m. den 1.1.2013. De sammanslagna myndigheternas lagstadgade uppgifter förblir oförändrade i den nya myndigheten. 